# 1813 a.C.
Il 1813 a.C. (MDCCCXIII a.C. in numeri romani) è un anno  del XIX secolo a.C.

## Eventi
- Terremoto nello Shandong in Cina. È il primo terremoto di cui si hanno notizie storiche.